# بوكيمون الجيل المتقدم
بوكيمون ذا سيريز: روبي اند سافاير (بالإنجليزية: Pokémon The Series: Ruby and Sapphire) و تعرف في اليابان ب"بوكيمون: الجيل المتقدم" (باليابانية: ポケットモンスター ルビー&サファイア).
هي السلسلة الثانية من انمي بوكيمون الشهير من إنتاج شركة استديوهات ام او ال ومن تصميم ساتوشي تاجيري وترويج وإنتاج نينتدو وجيم فريك وشركة البوكيمون العالمية.
تم عرض السلسلة لأول مرة في الفترة من 21 نوفمبر 2002 إلى 14 سبتمبر 2006 علي قناة تي في طوكيو وفي أمريكا في الفترة بين 1 نوفمبر 2003 إلى 3 مارس 2007 علي قناة كيدز دبليو بي.
في اثناء هذه الفترة في عام 2006 قررت شركة البوكيمون العالمية تولى الدبلجة الإنجليزية للأنمي والإستغناء عن شركة "فوركيدز كوربيريشن" بسبب التحريفات والتغيرات الذي قامت بها هذه الأخيرة في المسلسل، و قررت أيضا توزيع المسلسل ليتم دبلجته لكل اللغات خارج اسيا دون أي تغيرات. وكذالك إستبدال طاقم الممثلين الصوتيين في الدبلجة الإنجلزية إبتدا من الموسم التاسع.

## الدبلجة والعرض
في العالم العربي عرضت السلسة لأول مرة على قناة الجديد اللبنانية إبتدا من 24 ديسمبر 2005، ثم على قناة آرتينز خلال شهر رمضان سنة 2006.
تم إنتاج الدبلجة العربية في لبنان بواسطة "KM Productions"، الشركة التي قامت بدبلجة المواسم السابقة من بوكيمون إلى العربية.
يشمل طاقم الممثلين في الدبلجة العربية: فادي الرفاعي، إيمان بيطار، أسمهان بيطار، عبدو حكيم، نبيل عساف.. وأخرون.

## ملخص أحداث القصة
بعد إنهاء رحلته في إقليم جوتو (Johto)، يقرر آش كيتشام السفر إلى إقليم هوين بمفرده، تاركًا خلفه بروك (Brock) وميستي (Misty) ومعظم البوكيمونات الخاصة به، باستثناء بيكاتشو (Pikachu). عند وصوله إلى هوين، يصاب بيكاتشو بمرض بسبب زيادة شحنته الكهربائية نتيجة لمخططات عصابة الرداء الأبيض (Team Rocket).
يلتقي آش بالبروفيسور بيرتش (Professor Birch)، عالم البوكيمون في الإقليم، الذي يساعد في علاج بيكاتشو. خلال هذه الفترة، يتعرف آش على ماي (May)، وهي مدربة شابة لا تهتم في البداية بالمعارك، ولكنها ترغب في السفر حول العالم. تختار ماي تورشِك (Torchic) كأول بوكيمون لها.
تقرر ماي الانضمام إلى آش في رحلته. وسرعان ما ينضم إليهما شقيقها الصغير ماكس (Max)، وهو فتى ذكي لديه معرفة واسعة بالبوكيمونات، لكنه لا يزال صغيرًا جدًا ليصبح مدربًا. كما يعود بروك للانضمام إلى المجموعة، مكتملة بتشكيلتها الجديدة.
يتحدى آش قاعة مدينة راستبورو (Rustboro Gym) ويهزم القائدة روكسان (Roxanne)، ليحصل على أول وسام في هوين، وهو وسام الصخرة (Stone Badge). في هذه الأثناء، تعلن ماي أنها تريد أن تصبح منسقة بوكيمون (Pokémon Coordinator) بدلاً من التركيز على المعارك التقليدية، وتهدف إلى المشاركة في مسابقات البوكيمون.
كما هو الحال دائمًا، تواصل عصابة الرداء الأبيض (جيسي، جيمس، مياوث) محاولة سرقة بيكاتشو، لكن آش يتمكن من إحباط خططهم باستمرار. ولكن في هوين، يظهر تهديد جديد متمثل في فريق ماجما (Team Magma) وفريق أكوا (Team Aqua)، وهما منظمتان شريرتان تسعيان لتحقيق أهداف متضادة—ماجما تريد توسيع اليابسة، بينما أكوا تسعى لتوسيع المحيطات. مع تقدم القصة، تبدأ المجموعة في كشف المزيد عن خطط هاتين المنظمتين.
يواصل آش تحدي قادة القاعات الرياضية ويحصل على:
- وسام القبضة (Knuckle Badge) من القائد براولي (Brawly) في مدينة ديوفورد، بعد خسارته المعركة أول مرة، يقوم بالتدريب المكثف لمواجهة براولي مجدداً.

- وسام الدينامو (Dynamo Badge) من القائد واتسون (Wattson) في مدينة موفيل.

في الوقت نفسه، تشارك ماي في أول مسابقة بوكيمون لها في مدينة سلايتبورت (Slateport City)، حيث تتعرف على مفهوم تنسيق البوكيمونات وأسلوب القتال الخاص بها.
يظهر درو (Drew)، وهو منسق بوكيمون ماهر، ليصبح المنافس الأساسي لماي، حيث يمتلك بوكيمون روزليا (Roselia) الذي يمثل تحديًا مستمرًا لها في المسابقات.
خلال الرحلة، يواجه الأصدقاء العديد من التحديات، منها:
- إمساك آش بالبوكيمون تريكو (Treecko)، الذي يتطور لاحقًا إلى جروفايل (Grovyle).

- حصول بروك على لوتاد (Lotad)، الذي يتطور لاحقًا إلى لومبري (Lombre).

- تطور علاقة ماي ببوكيمونها تورشِك، الذي يصبح أقوى وأكثر استعدادًا للمسابقات.

## الشخصيات
- آش كيتشام

باليابانية: "ساتوشي"
فتى من بلدة باليت يحلم بأن يصبح سيد البوكيمون. بعد استبعاده من دوري جوتو، يترك آش جميع البوكيمونات الخاصة به مع البروفيسور أوك، باستثناء بوكيمونه الأول بيكاتشو، ليبدأ من جديد تمامًا في إقليم هوين.
- ماي

باليابانية: "هاروكا"
مدربة بوكيمون مبتدئة من مدينة بيتالبورج، تختار البوكيمون الناري الإبتدائي تورشيك. في البداية، لا تكون ماي مهتمة بأن تصبح مدربة بوكيمون، وتكون ترغب فقط في السفر حول العالم، لكن بعد اكتشافها لمسابقات البوكيمون، يتطور لديها شغف بالإستعراض وتقرر أن تصبح منسقة بوكيمون.
- ماكس

باليابانية: "ماتسو"
الشقيق الأصغر لماي البالغ من العمر 7 سنوات، وهو مستوحى من فئة مدربي طفل المدرسة (School Kid) في الألعاب. على عكس شقيقته، فهو يعرف الكثير عن البوكيمونات والمعارك، لكنه لم يحصل بعد على بوكيمونه الخاص.
- بروك

باليابانية: "تاكيشي"
رفيق سفر آش من كانتو وجوتو، والذي يهدف إلى أن يصبح مربي بوكيمون. كونه الأكبر سنًا في المجموعة، فهو عادةً ما يعتني بالآخرين من خلال طهي الطعام لهم ومساعدتهم في رعاية بوكيموناتهم، بالإضافة إلى تقديم الشروحات والمعلومات حول معارك البوكيمون بناءً على خبرته كقائد قاعة رياضية سابق.
- جيسي وجيمس

عضوان في عصابة الرداء الأبيض يلاحقان آش بهدف سرقة بيكاتشو الخاص به. يتم إرسالهما إلى منطقة هوين لتشكيل فرع للعصابة في المنطقة. في موقف بطولي في إحدى الحلقات في بداية الموسم، يقومان بإطلاق سراح بوكيموناهما، آربوك وويزينك، لمساعدة مجموعة من البوكيمونات الأخرى على الهرب من أحد صيادي البوكيمون.
إلى جانب رفيقهم مياوث، البوكيمون الناطق، يوفرون عنصر الفكاهة في السلسلة.
- الشخصيات الداعمة تشمل:

- - البروفيسور بيرش: من بلدة ليتلروت، وهو يمنح المدربين الجدد في منطقة هوين أحد ثلاثة البوكيمونات الإبتدائية: تريكو أو تورشيك أو مدكيب.

- - نورمان: والد ماي وماكس وقائد القاعة الرياضية في مدينة بيتالبرج. يتخصص في البوكيمونات من النوع العادي.

- - روكسان: قائدة القاعة الرياضية في مدينة راستبورو ومُدرسة في مدرسة البوكيمون. متخصصة في البوكيمونات من النوع الصخري.

- - السيد برايني: بحار ماهر يرافق الأصدقاء إلى جزيرة ديوفورد.

- - براولي: قائد القاعة الرياضية في بلدة ديوفورد، متخصص في البوكيمونات من النوع القتالي.

- - شونا: مدربة بوكيمونات من النوع القتالي من بلدة ديوفورد.

- - درو: منسق بوكيمون ومنافس ماي.

- - واتسون: قائد القاعة الرياضية في مدينة موفيل، متخصص في البوكيمونات من النوع الكهربائي.

## تقسيم السلسلة
تنقسم السلسلة الى أربعة مواسم حسب التقسيم الإنجليزي أو التقسيم الدولي.
- الموسم الأول: Advanced

يشمل 40 حلقة ويعد الموسم السادس من المسلسل.
ويمتد من الحلقة 275 إلى الحلقة 314.
- الموسم الثاني: Advanced Challenge

يشمل 52 حلقة ويعد الموسم السابع من المسلسل.
ويمتد من الحلقة 315 إلى الحلقة 366.
- الموسم الثالث: Advanced Battle

يشمل 52 حلقة ويعد الموسم الثامن من المسلسل.
ويمتد من الحلقة 367 إلى الحلقة 419.
- الموسم الرابع: Battle Frontier

يشمل 47 حلقة ويعد الموسم التاسع من المسلسل.
ويمتد من الحلقة 420 إلى الحلقة 466.

## الأفلام
- بوكيمون: جيراشي، ويش ميكر

اش، ماي، ماكس وبروك يلتقون بالبوكيمون الأسطوري جيراشي، الذي يستيقظ لمدة أسبوع كل ألف سنة لتحقيق أمنية. عليهم إنقاذه من باتلر، العضو السابق في فريق ماجما.
- بوكيمون: ديستني ديوكسيس

اش، ماي، ماكس وبروك يزورون مدينة، ليكتشفوا أنها تحت هجوم من البوكيمون الفضائي ديأوكسيز والبوكيمون الأسطوري راي كوازا، وكل ذلك يدور حول صبي صغير يُدعى توري.
- بوكيمون: لوكاريو أند ذا مايستري أوف ميو

اش، ماي، ماكس وبروك يساعدون لوكاريو قديمًا في اكتشاف الأحداث التي أدت إلى تخليه عنه من قبل رجل يُعتبر بطلاً، بينما ينقذون بيكاتشو، ميوث، والبوكيمون الأسطوري ميو من شجرة بداية العالم التي تحتضر.
- بوكيمون رينجر أند ذا تيمبل أوف ذا سي

يوكل أحد رُوّاد بوكيمون ماي مهمة حماية بيضة البوكيمون الأسطوري مانافي. مع أش، بروك وماكس، يعملون معًا لحماية البيضة من القرصان الشرير فانتوم لضمان عدم تدمير موطن مانافي.